# شهرستان یوانیانگ (استان هنان)
شهرستان یوانیانگ (به انگلیسی: Yuanyang County) یک شهرستان در چین است که در شینشیانگ واقع شده‌است.